# Castelnau-de-Lévis

Castelnau-de-Lévis este o comună în departamentul Tarn din sudul Franței. În 2009 avea o populație de 1.501 de locuitori.

## Evoluția populației
| An        | 1975 | 1982  | 1990  | 1999  | 2006  | 2009  |
| --------- | ---- | ----- | ----- | ----- | ----- | ----- |
| Populație | 946  | 1.145 | 1.308 | 1.403 | 1.520 | 1.501 |